# Ribeira da Calheta
A Ribeira da Calheta é um curso de água português, localizado na freguesia açoriana do São Mateus, concelho da Madalena, ilha do Pico, arquipélago dos Açores.
Este curso de água encontra-se geograficamente localizado na parte Oeste da ilha.
Tem a sua origem a cerca de 700 metros de altitude, no interior de uma zona forte declive. O seu percurso atravessa zonas de forte povoamento florestal onde existe uma abundante floresta endémica típica da Laurissilva característica da Macaronésia. Desagua no Oceano Atlântico próxima ao Porto de São Mateus e do Ilhéu do Boi.